# Погост Дмитрия Солунского
Пого́ст Дми́трия Солу́нского — населённый пункт в Ильинском районе Ивановской области, входит в состав Щенниковского сельского поселения.

## Этимология
Назван в честь Димитрия Солунского, христианского святого, почитаемого в лике великомучеников.

## География
Погост расположен в 11 км на запад от центра поселения деревни Щенниково и в 31 км на юго-запад от райцентра посёлка Ильинское-Хованское.

## История
В XIX веке погост относился к селу Хлебницы. Церквей здесь было две: одна каменная пятиглавая с колокольней холодная церковь во имя св. Дмитрия Селунского и Казанской Пр. Богородицы построена в 1801 году. Другая одноглавая каменная церковь во имя св. Митрофания Воронежского построена в 1844 году.
В конце XIX — начале XX погост входил в состав Карашской волости Ростовского уезда Ярославской губернии.
С 1929 года погост входил в состав Хлебницкого сельсовета Ильинского района, с 2005 года — в составе Щенниковского сельского поселения.

## Население
| 1859 | 2010 |
| ---- | ---- |
| 17   | ↘0   |

## Достопримечательности
В погосте расположен храмовый комплекс из Церквей Димитрия Солунского (1801) и Митрофана Воронежского (1844).